# Ajn Rafa
Ajn Rafa (hebr. עין ראפה; arab. عين رافه) – wieś położona w samorządzie regionu Matte Jehuda, w Dystrykcie Jerozolimy, w Izraelu.
Leży w górach Judzkich w odległości około 14 km na zachód od Jerozolimy, w otoczeniu miasteczek Abu Ghausz, wioski Ajn Nakkuba, kibucu Cowa i moszawu Giwat Je’arim.

## Historia
Osada została założona w 1948 roku, kiedy arabska rodzina Barhum przeprowadziła się tutaj z pobliskiej wsi Suba. Rozwój wioski nastąpił po zniszczeniu okolicznych arabskich wiosek przez żydowskie oddziały Hagany. Wiele z arabskich rodzin osiedliło się wówczas tutaj.

## Komunikacja
Przez wioskę przebiega lokalna droga, którą w kierunku północno-wschodnim dojeżdża się do wioski Ajn Nakkuba, a następnie do węzła drogowego z autostradą nr 1.